# Responsabilidad jurídica
La responsabilidad jurídica es la realización jurídica de un hecho jurídico causada por la culpabilidad (dolosa o no) de la persona o por el simple acaecimiento del hecho desligado de culpabilidad (responsabilidad objetiva); que supone el nacimiento de obligaciones para el imputado, y el nacimiento de derechos para el sujeto que se encuentre en posición de reclamarlas. En el ámbito penal, la responsabilidad parte de este mismo supuesto, aunque la evolución histórica de la disciplina ha excluido la existencia de responsabilidad penal objetiva (se requiere culpabilidad) y se ha distanciado de las consecuencias antes descritas, limitándose a una sanción cuyos fines no son indemnizatorios, sino preventivos.
La imputabilidad surge de la existencia de una decisión de autoridad que atribuye tal condición por la transgresión de un deber ser (obligación o prohibición), o bien por otras razones justificadas en la conveniencia social de que una determinada persona no culpable sea responsable objetivamente. 
En las democracias liberales, la responsabilidad jurídica no surge de una imputación arbitraria sino de una norma jurídica, que a diferencia de la norma moral procede de un organismo externo al sujeto, principalmente el Estado, y es coercitiva. 
Generalmente puede atribuirse la responsabilidad jurídica a todo sujeto de derecho, tanto a las personas naturales como jurídicas, basta que el sujeto de derecho incumpla un deber de conducta señalado en el ordenamiento jurídico, o en el caso de la responsabilidad objetiva, que esté en la situación por la que el ordenamiento le señala como responsable.

## Historia
El concepto de responsabilidad ha evolucionado a lo largo de la historia. En la antigüedad, existía una noción unitaria de responsabilidad que pretendía preservar un equilibrio cósmico. Era a través de la expiación y de los sacrificios que la responsabilidad se adjudicaba para restablecer dicho equilibrio. La modernidad trajo consigo la desintegración del concepto unitario de responsabilidad en distintos tipos de ella (moral, política, jurídica) y esta última, a su vez, en administrativa, ambiental, etcétera. La noción subyacente a todas las formas de responsabilidad es, quizá, la de imputabilidad.

## Clases
La responsabilidad jurídica indirecta es aquella en la cual no hay identidad entre el agente del ilícito (sujeto de la obligación) y quien está sujeto a la sanción que como consecuencia del ilícito prevé la norma jurídica (por ejemplo, la responsabilidad patrimonial de una persona ante los ilícitos cometidos por un familiar). En el caso de la responsabilidad jurídica directa, sí existe tal identidad. Dicho de otro modo, se puede imputar la responsabilidad jurídica tanto como consecuencia de conductas propias como ajenas.
La responsabilidad jurídica colectiva es la imputabilidad que una norma jurídica atribuye a un grupo por la conducta de un individuo (si este es miembro del grupo, se trata de una responsabilidad colectiva directa). La responsabilidad individual recae, obviamente, sobre sujetos individuales.
La responsabilidad jurídica culposa se diferencia de la responsabilidad jurídica por resultado en el hecho de que la primera requiere como condición necesaria la voluntad de producir los resultados previstos en la norma o, al menos, negligencia por parte del sujeto responsable directa o indirectamente. La responsabilidad por resultado, en cambio, solamente exige una relación entre un sujeto y un resultado, incluso si tal relación no ha sido intencional y ni siquiera culposa por negligencia (por ejemplo, el reglamento de tránsito en Francia hace responsables a los conductores de un automóvil de indemnizar a un peatón incluso si el accidente ocurrió por culpa excusable de este último). En un caso todavía más complejo de responsabilidad jurídica colectiva indirecta por resultado, el sujeto que provoca los hechos que actualizan la responsabilidad del grupo no forma parte de este y ni siquiera actúa culposamente (piénsese en el juez que establece la responsabilidad solidaria de un grupo de empresas respecto a los derechos laborales de un trabajador subordinado a un cliente insolvente de dichas empresas y ordena al grupo de proveedores indemnizar al trabajador ajeno por el accidente de trabajo fortuito que este sufrió).
Otros tipos de responsabilidad jurídica son:
La responsabilidad penal intenta dirigir la conducta humana a través de prohibiciones cuya violación es sancionada y que requieren de la culpabilidad del sujeto como condición necesaria (nulla poena sine culpa). En cambio, adjudicar la responsabilidad civil tiene una finalidad distributiva mediante la compensación entre particulares o los criterios de división del patrimonio.
- Responsabilidad administrativa
- Responsabilidad civil: contractual y extracontractual.
- Responsabilidad política con efectos jurídicos (impeachement, entre otras)

## Responsabilidad en el ámbito de los negocios
En derecho mercantil, la responsabilidad limitada es un método de protección incluido en algunas formaciones empresariales que protege a sus propietarios de ciertos tipos de responsabilidad y de la cantidad de la que será responsable un propietario determinado. Una forma de responsabilidad limitada separa al propietario o propietarios de la empresa. La forma de responsabilidad limitada actúa esencialmente como un velo corporativo que protege a los propietarios de las responsabilidades de la empresa. Esto significa que cuando una empresa es declarada responsable en un caso, los propietarios no son los responsables, sino la empresa. Por lo tanto, sólo los fondos o bienes que los propietarios han invertido en la empresa están sujetos a esa responsabilidad. Si, por ejemplo, una empresa de responsabilidad limitada entra en bancarrota, los propietarios no perderán activos no relacionados, como una residencia personal (suponiendo que no ofrezcan garantía personals). Entre las formas de empresa que ofrecen la protección de la responsabilidad limitada se incluyen las sociedades de responsabilidad limitada y las sociedades anónimas. Las sociedades unipersonales y las sociedades colectivas no incluyen la responsabilidad limitada.
Este es el modelo estándar para las grandes empresas, en las que los accionistas sólo pierden la cantidad invertida (en forma de disminución del valor de las acciones). 
Sin embargo, existe una excepción a esta regla, que permite a un demandante litigar contra el propietario o propietarios de una empresa de responsabilidad limitada, si el propietario o propietarios han incurrido en una conducta que justifique la recuperación del demandante frente al propietario o propietarios: Esta excepción se denomina "levantamiento del velo corporativo". Por lo general, los tribunales intentan no utilizar esta excepción a menos que se hayan producido transgresiones graves. La responsabilidad limitada ayuda a los empresarios, a las empresas y a la economía a crecer e innovar. Por lo tanto, si los tribunales optaran a menudo por levantar el velo, esa innovación se vería restringida. La prueba exacta que utilizará un tribunal para determinar si es necesario levantar el velo varía según el estado de Estados Unidos.
En el caso de las empresas unipersonales y las sociedades colectivas, la responsabilidad es ilimitada. Responsabilidad ilimitada significa que el propietario o propietarios de la empresa tienen la plena responsabilidad de asumir todas las deudas de la empresa. Esto puede incluir el embargo de los bienes personales en caso de quiebra y liquidación. Los profesionales de las sociedades de responsabilidad limitada y las sociedades de responsabilidad limitada tendrán responsabilidad ilimitada por sus propios agravios y malas prácticas. La responsabilidad limitada de la empresa ya no se aplicará a estos actos ilícitos.
Los propietarios de empresas deben tener en cuenta las principales categorías de exposición a la responsabilidad civil para proteger sus negocios de problemas y problemas financieros y de responsabilidad civil. La primera son los problemas relacionados con el empleo: cuanto mayor sea la plantilla y mayor la rotación de personal, mayor será la probabilidad de que surjan demandas por responsabilidad, como despido improcedente. Otra área son los accidentes y/o lesiones en las instalaciones. A continuación, la responsabilidad relacionada con los vehículos si se permite a los empleados conducir coches de empresa, ya que esto podría dar lugar a accidentes mientras utilizan los coches de empresa. La responsabilidad por productos defectuosos (también llamada responsabilidad del fabricante) se refiere a la fabricación deficiente de productos que provoca lesiones o accidentes, y se analiza con más detalle en la sección siguiente. Errores/omisiones es otra categoría en la que una demanda puede derivarse de un error por parte de la empresa, por ejemplo en un contrato o papeleo. Por último, la última categoría importante se refiere a la responsabilidad personal de los directores y ejecutivos por las acciones de la empresa, como en el caso del levantamiento del velo corporativo. En general, a medida que las empresas crecen y tienen más éxito, aumentan sus posibilidades de ser demandadas por responsabilidad civil, pero las pequeñas empresas no son completamente inmunes a ellas. Los empresarios y propietarios de empresas deben ser conscientes de estos tipos de exposición a la responsabilidad para asegurarse de que sus negocios están protegidos.

### Responsabilidad por productos defectuosos
La responsabilidad por productos defectuosos rige los pleitos civiles entre un demandante y un demandado que suministra bienes defectuosos que causan pérdidas o lesiones 11.
La responsabilidad por productos defectuosos y su prevalencia en la ley ha cambiado a lo largo de la historia. En el siglo XIX, beneficiaba tanto a los fabricantes como a los vendedores. El "Caveat emptor" ("que el comprador tenga cuidado") reinaba en este ámbito de la ley. En esta época, el vendedor no tenía ninguna responsabilidad a menos que hubiera hecho una promesa expresa al cliente que no hubiera recibido. El siglo XIX fue también la época en que se inició la Revolución Industrial y cambió el mundo de los negocios. Con el fin de promover este aumento de la industrialización y la fabricación, la ley evitó permitir recuperaciones de daños que debilitarían las nuevas industrias. En los siglos XX y XXI, ya no existía esta necesidad de proteger a los fabricantes de la responsabilidad. En todo caso, había más necesidad de imponer normas de responsabilidad a las industrias porque los consumidores tenían menos poder para negociar libremente con las empresas y otras formas de negocio. Además, las complejidades y complejidades de los productos eran cada vez mayores, lo que hacía más difícil para el comprador medio determinar los problemas de fabricación a la hora de adquirir estos productos. Ahora una nueva frase domina la responsabilidad: "caveat venditor" o "que el vendedor tenga cuidado". La ley considera que los vendedores y fabricantes pueden hacer frente a una mayor responsabilidad por defectos con la ayuda de los seguros y socializando los daños mediante el aumento de los precios y obligando al consumidor a pagar por ello.
Si se considera que un fabricante es negligente, significa que incumplió su deber para con el cliente al no eliminar un riesgo razonablemente previsible causado por el producto. El fabricante puede ser considerado negligente si hay problemas en el proceso de fabricación, no inspecciona adecuadamente sus productos, no advierte razonablemente al cliente cuando el producto tiene un riesgo previsible de daño, y/o el diseño se presta al riesgo de daño. La magnitud y la gravedad del daño previsible también se evalúan al examinar la negligencia.

### Responsabilidad en relación con empresarios y trabajadores
Existe una forma de responsabilidad entre empresarios y trabajadores. Se denomina responsabilidad indirecta. Para que se aplique, una parte es responsable de un tercero y éste comete un acto ilícito. Un empresario puede ser considerado responsable de las acciones de un empleado si éstas son ilícitas (por ejemplo, acoso o discriminación), o si las acciones negligentes del empleado mientras trabaja causan daños materiales o lesiones.
Respondeat superior ("Que responda el superior") es un principio jurídico que dicta cuándo un empresario es responsable de las acciones de un empleado. Los empresarios deben preocuparse por esta norma cuando el empleado comete un agravio o acto perjudicial cuando el empleado estaba actuando dentro del curso y alcance del empleo en el momento del incidente. Se entiende por "ámbito del empleo" cuando un empleado está realizando un trabajo asignado por su empleador o está completando una tarea que está sujeta al control del empleador. Para comprobar si la conducta que dio lugar al incidente entra dentro del ámbito laboral, hay que determinar:
1. Si era el tipo de tarea que el empleado estaba contratado para realizar
2. Ocurrió de forma flexible dentro del horario de trabajo autorizado
3. El incidente no se produjo a una distancia excesiva del lugar autorizado por el empleador
4. El incidente estuvo motivado, al menos en parte, por el propósito de servir al empleador.

Si se comprueba que estos cuatro factores son ciertos, el empresario tendrá que responder del agravio. El razonamiento que subyace a este principio jurídico se debe a que se considera que el empresario es el más indicado para soportar la carga financiera, los empresarios pueden protegerse contra esta carga con un seguro y el coste puede repercutirse en los clientes aumentando los precios. Por otra parte, si se determina que el empleado se desvió o retozó, la definición del ámbito de empleo se vuelve más complicada. La regla del retozo y desvío cambia la forma en que se aplica la responsabilidad. Un retozo se produce cuando el empleado causa un daño al realizar una actividad no relacionada con su trabajo. Si se descubre que el empleado ha retozado, será responsable de los daños. Por ejemplo, si un conductor de reparto no completa sus entregas durante unas horas para poder hacer unas compras personales y, de camino a la tienda, atropella a un peatón. Un desvío es más leve. El empleado sigue participando en una actividad no relacionada con el trabajo, pero la actividad no supone una desatención importante de las obligaciones laborales.  Un ejemplo de desvío sería si, de camino a entregar un paquete, un conductor de reparto se detuviera en un autoservicio para comer algo. Cuando se aleja del restaurante para continuar con la entrega, el conductor atropella a un peatón. En este caso, el empresario podría ser responsable de los daños porque el desvío fue menor.
Un empresario también puede ser responsable por un principio jurídico denominado contratación negligente. Esto ocurre cuando, en el proceso de contratación de un nuevo empleado, el empresario no comprueba los antecedentes penales, los antecedentes o las referencias para asegurarse de que el solicitante no suponga un peligro potencial si se le contrata como empleado. Un empresario también puede enfrentarse a responsabilidades y repercusiones si sabe que el trabajador representa un peligro potencial pero lo mantiene en el puesto. Esto se denomina retención negligente. Para evitar reclamaciones por contratación o retención negligente, los empresarios deben ser diligentes a la hora de contratar a empleados que vayan a tener mucho contacto con clientes y con el público (especialmente si van a tener acceso a personas vulnerables, van a ir a casa de clientes y/o tienen acceso a armas), y despedir a cualquier empleado que represente un peligro potencial.
Es importante que los empresarios tengan en cuenta si alguien que trabaja para ellos es un contratista independiente o un empleado. Un empleado es un trabajador remunerado por el empleador. Un contratista independiente, por otro lado, contrata a un empresario para producir un resultado y, en el proceso, determina cómo se completará ese resultado. La diferencia radica en el grado de control que el empresario puede ejercer sobre el agente. Los empleados están sometidos a un mayor control, mientras que los agentes no empleados, como los contratistas independientes, tienen más libertad para realizar su trabajo. Por lo general, el empresario no es responsable de los delitos cometidos por agentes no asalariados, ya que el empresario no controla totalmente el método de trabajo. Sin embargo, hay excepciones. Puede haber responsabilidad directa si el principal contrató a un agente incompetente, si el daño se produjo porque el agente no empleado no cumplió con un deber de diligencia que el principal le había encomendado (un deber de diligencia es una acción cuyo cumplimiento satisfactorio es tan importante que si se delega en un agente y no se cumple, el principal sigue siendo responsable), y un principal es responsable si el agente no empleado no tomó las precauciones correctas necesarias para llevar a cabo actividades muy peligrosas.
El empresario también debe ser consciente de cómo puede cambiar el alcance de su responsabilidad en función de los acuerdos que celebren sus agentes. Un agente es una persona que tiene poder para actuar en nombre de otra parte (normalmente el representado). Por lo general, un representado es responsable de un contrato celebrado por el representante si el representante tenía autoridad real o aparente para celebrar el contrato. El poder real es la capacidad que tiene un representante para llevar a cabo ciertas actividades basándose en la comunicación y las manifestaciones del representado. El poder expreso se da cuando el representado establece claramente lo que el representante está autorizado a hacer, mientras que el poder implícito se basa en lo que es razonable suponer que el representante está autorizado a hacer en función de lo que el representado desea del representante. Tanto la autoridad expresa como la implícita son dos tipos de autoridad real. El segundo tipo de autoridad es la autoridad aparente. Se produce cuando las acciones de un representado llevan a un tercero a suponer razonablemente que el representante puede actuar de determinada manera y celebrar contratos con el tercero en nombre del representado. Para determinar si un representante es responsable de un contrato, hay que tener en cuenta el tipo de representado. Existen cuatro tipos de mandantes. 
Un representado revelado es conocido por el tercero, y éste sabe que el representante actúa por cuenta de dicho representado. El representante no es responsable de los contratos autorizados celebrados para un representado revelado, ya que todas las partes conocen el contrato y saben quién participa en él. Se habla de representado no identificado cuando el tercero sabe que el representante actúa por cuenta de un representado, pero desconoce su identidad. El representante suele ser responsable de los contratos celebrados para un representado no identificado. Existe un representado no revelado cuando el tercero desconoce la existencia e identidad del representado y cree razonablemente que el representante es la otra parte del contrato. En este caso, el agente puede ser considerado responsable del contrato. Un representado inexistente se produce cuando un representante actúa a sabiendas para un representado que no existe, como una asociación sin personalidad jurídica. En este caso, el representante es responsable si sabía que el representado no tenía capacidad para participar en el contrato, aunque el tercero sepa que el representado no existe. Un representante también puede comprometerse en un contrato aceptando expresamente su responsabilidad. Para evitarlo, el representante no debe hacer promesas expresas en su propio nombre y debe asegurarse de que el contrato sólo obliga al representado.Un representante también puede ser responsable ante un tercero si carece de autoridad para contratar por cuenta del representado. En este caso, el representante puede eludir su responsabilidad si el tercero sabe que carece de poderes, si el representado ratifica el contrato o si el representante notifica al tercero su falta de poderes.